# Vesta (traghetto)
Il Vesta è un traghetto appartenente alla compagnia di navigazione italiana Caronte & Tourist ed in servizio per Siremar.

## Caratteristiche
L'unità fa parte della Classe Sibilla: un lotto di 8 navi gemelle costruite tra la fine degli anni '70 e la metà degli anni '80.
Il traghetto dispone di servizi essenziali in virtù dei servizi locali coperti: bar, ristorante, sala TV e solarium sul ponte esterno. Gli ambienti interni sono inoltre dotati d'impianto d'aria condizionata. La capacità di trasporto è pari a 570 passeggeri e 60 automobili.
La propulsione è affidata a una coppia di motori GMT 4S da 12 cilindri in grado di erogare una potenza complessiva di 3.706 kW; la velocità massima raggiungibile è pari a 18 nodi.

## Servizio
Varato il 21 febbraio 1981 nel Cantiere navale fratelli Orlando di Livorno con il nome di Vesta e consegnato l'11 giugno successivo alla Caremar (all'epoca controllata dalla Tirrenia di Navigazione), prende servizio nello stesso mese nel Golfo di Napoli.
Saltuariamente opera anche nei collegamenti tra Formia, Ponza e Ventotene.
Nel 1991 viene trasferito alla Saremar ed impiegato in sostituzione del Teulada nei collegamenti tra Portovesme e Carloforte.
Nel 2016, in seguito alla messa in liquidazione della compagnia sarda, viene impiegato per un breve periodo dalla Delcomar, per poi essere acquistato da Caronte & Tourist insieme all gemello Sibilla ed impiegato nei collegamenti dalla Sicilia verso le Egadi e le Eolie. Saltuariamente opera sulla Palermo-Ustica.
Da giugno 2016 ennaio 2018 viene impiegato nei collegamenti da Trapani alle Egadi in sostituzione del Simone Martini.
Dal 2 gennaio 2022 viene noleggiato nel periodo invernale alla compagnia elbana BluNavy ed impiegato sulla Piombino-Portoferraio, affiancando l'Acciarello o il Tremestieri, fino a maggio, quando fa ritorno in Sicilia, tornando ad operare per Siremar. 
Dopo essere tornato nuovamente in servizio in Toscana all'inizio di luglio 2022 per sostituire temporaneamente il Tremestieri, prende definitivamente il posto di quest'ultimo dalla fine di ottobre 2022 per il resto della stagione invernale. Terminato il servizio per BluNavy, intorno al 10 maggio 2023 presso la banchina Palumbo di Messina viene ridipinto con la livrea Caronte & Tourist Isole Minori, molto simile a quella delle navi bidirezionali operanti sullo stretto di Messina. Dopo il Cartour Delta, infatti, è il secondo traghetto di tipo tradizionale a ricevere la nuova livrea Caronte. Successivamente torna in servizio sulla Palermo-Ustica, dove opera tutt'oggi. 
Il 19 Giugno 2023, a seguito delle precedenti vicende giudiziarie che hanno colpito la C&T isole minori, viene sottopostoa sequestro finanziario insieme ad altre 5 navi della flotta. Due giorni più tardi, il 21 giugno, il GIP di Palermo concede la facoltà d'uso dell'unità, pur rimanendo questa in stato di sequestro.

## Incidenti
Il 5 settembre 2018, mentre la nave era ferma in cantiere a Palermo, si è sviluppato un incendio all'interno del vano batterie rapidamente domato dai Vigili del fuoco. Non si sono registrati né feriti né danni consistenti alla nave.
Il 17 giugno 2023, dopo essere rientrato urgentemente in servizio tra Milazzo e le isole Eolie in sostituzione di un altro traghetto, ha subito un incidente in uscita dal porto di Santa Marina Salina, riportando lievi danni alle eliche e venendo mandata successivamente in cantiere ad Augusta.